# جمهوری شوروی سوسیالیستی ترکمنستان
جمهوری سوسیالیستی ترکمنستان شوروی یا ترکمنستان شوروی (ترکمنی: Түркменистан Совет Социалистик Республикасы, Türkmenistan Sowet Sotsialistik Respublikasy; روسی: Туркменская Советская Социалистическая Республика، یکی از ۱۵ جمهوری تشکیل‌دهندهٔ اتحاد جماهیر شوروی، در آسیای میانه، بود. ترکمنستان در ۷ اوت ۱۹۲۱ (۱۶ مرداد ۱۳۰۰) به عنوان استانی از ترکستان شوروی تأسیس گردید و در ۱۳ می ۱۹۲۵ (۲۳ اردیبهشت ۱۳۰۴) به یک جمهوری جداگانه از جماهیر اتحادیه شوروی، به نام «جمهوری شوروی سوسیالیستی ترکمنستان»، تبدیل شد. از همان زمان اعلام ترکمنستان به عنوان یکی از جمهوری‌های چندگانه شوروی، تا اکنون مرزهای شوروی تغییر نکرده‌است.
در ۲۲ اوت سال ۱۹۹۰ (۳۱ مرداد ۱۳۶۹) ترکمنستان مانند دیگر جماهیر شوروی، حق خودمختاری و حکمیت بر امور داخلی خود را بدست آورد. ترکمنستان در ۲۷ اکتبر ۱۹۹۱ (۵ آبان ۱۳۷۰) استقلال خود را از اتحادیه جماهیر شوروی اعلام کرد. این به معنای پایان جمهوری شوروی ترکمنستان بود و جمهوری ترکمنستان جانشین آن شد.

## تاریخ

### الحاق به امپراتوری روسیه
روسیه در اواخر قرن نوزدهم با جدیت تجاوزهای خود را به قلمروی ترکمن‌های آسیای میانه آغاز کرد. امپراتوری روسیه در سال ۱۸۶۹ بندر کراسنوودسک (ترکمن باشی امروزی) ایجاد کرد و با این بندر، پایگاه مطمئنی برای خود در مناطق ترکمنستان امروزی به وجود آورد. روس‌ها در سال ۱۸۷۳ به خانات خیوه لشکرکشی کرده و خیوه را تحت سلطه خود درآوردند. دلیل این حمله این بود که قبایل ترکمن بسیاری، به ویژه قبیله یموت، در خدمت خان خیوه بودند. روس‌ها در طی حمله به خیوه، صدها ترکمن را سلاخی و سکونتگاه‌های آنان را ویران کردند. در سال ۱۸۸۱ قوای روس به فرماندهی «میخائیل سکوبلف» گوک تپه، یکی از آخرین پایگاه ترکمن‌ها در شمال غربی عشق آباد، را محاصره و تصرف کردند. با شکست ترکمن‌ها در طی این جنگ، روس‌ها توانستند بدون مقاومت چندانی مناطق ترکمنستان امروزی را به خاک خود الحاق کنند. در اواخر سال مذکور، روس‌ها و دولت ایران قرارداد آخال را امضا کردند و طی آن ایران از ادعای حاکمیت بر مناطق ترکمن نشین صرف نظر کرد و مرز جدید خود با روسیه را به رسمیت شناخت. مرزی که تا به امروز ثابت مانده‌است. در سال ۱۸۹۷ نیز قرارداد مشابهی میان روسیه و افغانستان امضا شد.
این مناطق، پس از پایان لشکرکشی‌های روسیه به آسیای میانه، تحت نام منطقه ماوراء خزر در زیرمجموعه ایالت ترکستان امپراتوری روسیه قرار گرفتند. مقامات نظامی روس این منطقه را، زیر نظر فرماندار کل ترکستان در تاشکند، اداره می‌کردند. روس‌ها در دهه ۱۸۸۰ خط آهن بندر کراسنوودصک به عشق آباد را ایجاد کردند. این راه‌آهن بعدها تا تاشکند گسترش یافت. در امتداد این راه‌آهن، مناطق شهری مختلفی توسعه یافتند و شکوفا شدند. اگرچه منطقه ماوراء خزر مستعمره روسیه بود اما یک منطقه عقب مانده و دور افتاده و بی‌اهمیت به‌شمار می‌رفت و تنها چیزی که توجه مقامات روس را به این منطقه جلب می‌کرد احتمال و خطر قیام‌های قبایل ترکمن و فعالیت‌های استعماری انگلیس بود.

### تأسیس جمهوری شوروی ترکمنستان
در بحبوحه انقلاب روسیه در سال ۱۹۱۷ فعالیت‌های انقلابی چندانی در منطقه ماوراءخزر رخ نداد و عمده‌ترین دلیل آن بی‌تفاوتی ترکمن‌ها نسبت به وقایع جاری در روسیه بود. اما قبل از آغاز انقلاب روسیه، ترکمن‌ها قیام‌های مختلف و پراکنده‌ای علیه حکومت روسیه ترتیب دادند که برجسته‌ترین آنها قیام ضد تزاری سال ۱۹۱۶ بود که دامنه آن به تمام مناطق ایالت ترکستان گسترش یافت. در زمان جنگ داخلی روسیه ترکمن‌ها بر علیه روس‌ها و حکومت شوروی قیام‌های مسلحانه ای ایجاد کردند که بخشی از شورش‌های بزرگ قوای مسلمان باسماچی‌ها در کل آسیای مرکزی (از دهه ۱۹۲۰ تا اوایل دهه ۱۹۳۰) به حساب می‌آید. ترکمن‌ها به سختی مقاومت کردند اما در نهایت با بی رحمی توسط حکومت شوروی سرکوب شدند. منابع دوران شوروی از این مبارزات مسلحانه به عنوان یک بخش کوچک در تاریخ ترکمنستان یاد کرده‌اند.
در اکتبر ۱۹۲۴، هنگام تقسیم مناطق آسیای میانه به واحدهای سیاسی متمایز، منطقه ماوراء خزر جمهوری خودمختار شوروی سوسیالیستی ترکستان، به همراه مناطق چهارجوی و کرکی و بخش‌هایی از استان شیرآباد جمهوری خلق بخارا و استان ترکمن نشین (داش اغوز) جمهوری خلق خوارزم، در یک واحد متحد شدند و جمهوری ترکمنستان شوروی را به وجود آوردند. بخش اعظم جمعیت این جمهوری جدید را ترکمن‌ها (در حدود ۸۰ درصد) تشکیل می‌دادند.

### حکومت شوروی

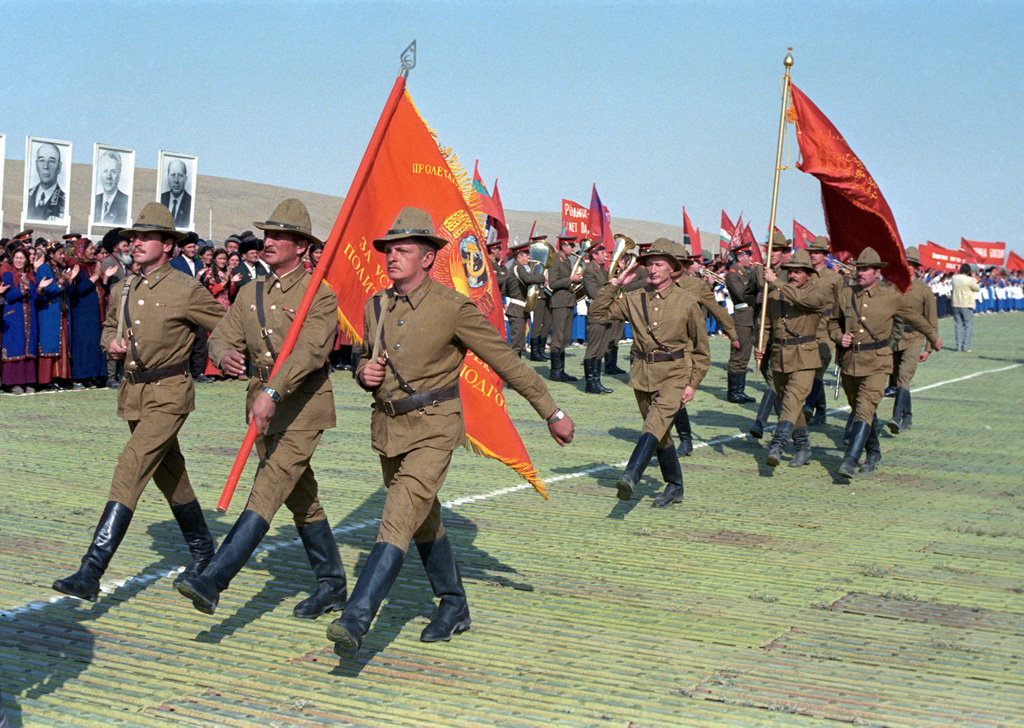
سربازان شوروی از افغانستان بازمی‌گردند. ۲۰ اکتبر ۱۹۸۶، گوشگی، ترکمنستان شوروی.

حکومت شوروی در بدو آغاز به فعالیت خود دست به ایجاد اصلاحات و تحولات عظیم در ترکمنستان زدند. سیاست اسکان سازی اجباری عشایر و نیمه‌کوچ‌نشینان، همراه با سایر تغییرات اجتماعی-اقتصادی دهه‌های اول حکومت شوروی در ترکمنستان، کوچ‌نشینی عشایری به عنوان یک شیوه معیشتی در ترکمنستان متوقف شد و در اواخر دهه ۱۹۳۰، اکثریت ترکمن‌ها یکجانشین شدند. تلاش‌های دولت شوروی برای تضعیف زندگی سنتی ترکمن‌ها منجر به تغییرات قابل توجهی در روابط خانوادگی، فرهنگ، عقاید و رسومات مذهبی ترکمن‌ها شد. با اقدامات دولت شوروی، صنعت تا حدی در ترکمنستان توسعه یافت و بهره‌برداری از منابع طبیعی ترکمنستان، هر چند محدود، آغاز شد. در پی این رونق، عده زیادی از ملیت‌های مختلف، از جمله روس‌ها و اروپایی‌ها و اقوام دگیر (اغلب از قفقاز)، به ترکمنستان مهاجرت کرده و در شهرها ساکن شدند.
در دوران حکومت شوروی، تمامی باورهای مذهبی به عنوان خرافات و «بقایایی از گذشته» مورد حمله مقامات کمونیستی محلی قرار گرفت. در این دوران خفقان، اکثر مدارس دینی و مراسم مذهبی ممنوع شد و اکثریت مساجد به تعطیلی کامل درآمدند. در طول جنگ جهانی دوم، یک هیئت رسمی از مسلمانان برای رسیدگی به امور مسلمانان در آسیای میانه تأسیس شد که مقر و دفتر مرکزی آن، در تاشکند قرار داشت. در بیشتر موارد، هیئت مسلمانان به عنوان یک ابزار تبلیغاتی عمل می‌کرد که فعالیت‌های آن چندان به تقویت آرمان مسلمانان کمک نمی‌کرد. تلاش حکومت در تلقین آتئیسم به مردم، رشد دینی را ضعیف کرد و به انزوای ترکمن‌ها از جامعه بین‌المللی مسلمانان کمک کرد. البته برخی از آداب و رسوم مذهبی، مانند تدفین مسلمانان و ختنه کردن مردان، در دوره شوروی ادامه یافت، اما بیشتر آداب و رسوم اسلامی در مناطق روستایی، عنوان یک سنت قومی و قبیله‌ای، آزادانه اجرا می‌گردید.
سیاست بومی سازی رژیم شوروی (موسوم به "کورنیزاتسیا") شامل ترویج فرهنگ و زبان ملی و ایجاد یک اداره بومی برای هر گروه قومی در قلمرو خود می‌شد. این سیاست در طول دهه ۱۹۲۰ در سراسر قلمروی اتحاد جماهیر شوروی انجام شد و دولت از ایجاد تئاترها و اپراهایی به زبان‌های بومی، انتشارات، روزنامه‌ها و همچنین آموزش‌های همگانی و عمومی حمایت می‌کرد و به آن بودجه اختصاص می‌داد. این سیاست در مورد اقلیت‌های ترکمن ترکستان شوروی، جمهوری خلق بخارا و جمهوری خلق خوارزم انجام شد و در دوران جمهوری ترکمنستان شوروی، با اکثرت ترکمن، ادامه داده شد.
پیش از استقرار حکومت شوروی، اکثریت مردم سواد نداشتند و کسانی که سواد داشتند از زبان ترکی جغتایی یا فارسی برای نوشتن استفاده می‌کردند. اگرچه در اواخر قرن نوزدهم و اوایل قرن بیستم ترکمنان علاقه فزاینده ای به استفاده از زبان ترکی عثمانی برای نوشتن نشان دادند. به دلیل آنکه زبان ترکی عثمانی شاخه ای از زبان‌های ترکی به حساب می‌رود و از نظر زبانی به زبان ترکمانان نزدیک تر بود. در دهه ۱۹۲۰، دولت ترکمنستان شوروی اقدام به استاندارسازی زبان ترکمنی کرد. در پی این، بحث‌های شدیدی در مطبوعات ملی و نشریات مختلف ادبی و آموزشی در مورد گویش‌های مختلف زبان ترکمنی، تصمیم‌گیری متمرکز پیرامون ایجاد یک زبان استاندارد ملی خاص، ساده‌سازی الفبای فارسی-عربی یا استفاده از الفبای سیریلیک، رخ داد.
در آغاز دهه ۱۹۳۰، مسکو امور ترکمنستان را تحت کنترل خود قرار داد. سیاست ملیت‌های حزب کمونیست اتحاد جماهیر شوروی به توسعه نخبگان سیاسی ترکمن و ترویج روسی سازی کمک کرد. سیاست‌های قبلی ملیت سازی در دهه ۱۹۲۰ و اوایل دهه ۱۹۳۰ شامل ترویج استفاده از زبان ترکمنی برای مدیریت، در تمام زمینه‌های ایالتی، حزبی و اقتصادی (همراه با سیستم طولانی‌تر سهمیه‌های ترجیحی برای پیشرفت ترکمن‌ها در دولت) بود. مشاغل حزبی و صنعتی با هدف دستیابی به یک بوروکراسی با اکثریت ترکمن انجام می‌شد و دولت برای الزام اقوام غیر ترکمن به یادگیری ترکمنی تلاش‌های زیادی کرد. از دهه ۱۹۳۰ به بعد، دولت سیاست استفاده از زبان ترکمنی را در مناطق دولتی «نزدیک به مردم» بیشتر مورد استفاده قرار داد، مانند آموزش، بهداشت و غیره. در این دهه دولت این را پذیرفت که یادگیری زبان روسی برای اکثر کارهای دولتی و پیشرفت در بسیاری از مشاغل مورد نیاز است. از این زمان به بعد دولت دیگر تلاش نمی‌کند تا یادگیری زبان روسی را بی‌نیاز جلوه دهد و تلاش‌های فعال خود را، برای اینکه ترکمنی زبان اداری باشد، متوقف می‌شود. از سال ۱۹۳۸ به بعد، دانش آموزان غیر روسی، در سراسر اتحاد جماهیر شوروی، باید به زبان روسی تسلط داشته می‌داشتند تا بتوانند از طریق آموزش متوسطه و عالی پیشرفت کنند.
مسکو از نزدیک بر عملکرد مقامات دولتی و بوروکرات‌های ترکمنستان نظارت می‌کردند. به‌طور کلی، رهبری ترکمنستان به شدت از سیاست‌های شوروی حمایت می‌کرد. ترکمنستان، به جز یک رسوایی فساد در اواسط دهه ۱۹۸۰ که طی آن دبیرکل حزب کمونیست ترکمنستان به نام محمدنظر غفورف برکنار، همواره یکی از آرام‌ترین و بی‌حاشیه‌ترین جماهیر شوروی به حساب میامد. سیاست‌های گلاسنوست و پرسترویکا میخائیل گورباچف تأثیر قابل توجهی بر ترکمنستان نداشت، زیرا بسیاری از مردم آنجا خودکفا بودند و شهرک نشینان این سرزمین و وزرای اتحاد جماهیر شوروی به ندرت با هم همکاری می‌کردند. جمهوری خود را نسبتاً برای انحلال اتحاد جماهیر شوروی و استقلال آماده نکرده بود.

### انحلال
زمانی که دیگر جمهوری‌های اتحاد جماهیر شوروی در سال‌های ۱۹۸۸ و ۱۹۸۹ خواهان استقلال داخلی و حکمیت بر امور داخلی خود شدند، رهبری ترکمنستان نیز شروع به انتقاد از سیاست‌های اقتصادی و سیاسی مسکو به‌عنوان استثمارگر و مضر برای رفاه و غرور ترکمن‌ها کرد. ترکمنستان در اوت ۱۹۹۰ با رای وحدت رویه شورای عالی خود، حاکمیت خود را اعلام کرد. در مارس ۱۹۹۰، ترکمنستان در رفراندوم بین‌المللی دربارهٔ آینده اتحاد جماهیر شوروی شرکت کرد که در آن ۹۸ درصد از شرکت کنندگان به حمایت از حفظ اتحاد جماهیر شوروی رأی دادند. پس از کودتای اوت ۱۹۹۱ در مسکو، صفرمراد نیازوف، رهبر کمونیست ترکمنستان، خواستار برگزاری همه‌پرسی عمومی برای استقلال شد. نتیجه رسمی همه‌پرسی ۹۴ درصد به نفع استقلال بود. سپس شورای عالی جمهوری، استقلال ترکمنستان از اتحاد جماهیر شوروی و تأسیس جمهوری ترکمنستان را در ۲۷ اکتبر ۱۹۹۱ اعلام کرد. ترکمنستان در نهایت ۲۶ دسامبر ۱۹۹۱ از اتحاد جماهیر شوروی استقلال یافت.

## رهبران
جمهوری ترکمنستان شوروی تا قبل از استقلال توسط مدیران ارشد حزب کمونیست شوروی اداره می‌شد. پس از استقلال از ترکستان شوروی عملاً قدرت اجرایی به دست حزب کمونیست شاخه ترکمنستان منتقل شده و عملاً دبیر اول حزب، رهبر کشور محسوب می‌شد.
رهبران حزب کمونیست ترکمنستان به شرح ذیل می‌باشد:
- ایوان میژلاووک (۱۹۲۴—۱۹۲۶)
- شاهمردان ابراهیموف
- نیکولای پاسکوتسکی
- گریگوری آرونشتام (۱۹۳۰—۱۹۲۸)
- جاکوب پوپوک (۱۹۳۷—۱۹۳۰)
- جاکوب چوبین (۱۹۳۹—۱۹۳۷)
- میخائیل فونین (۱۹۴۷—۱۹۳۹)
- شادژا باتیروف (۱۹۵۱—۱۹۴۷)
- سبحان بابایف (۱۹۵۸—۱۹۵۱)
- جومادوردی قرایف (۱۹۶۰—۱۹۵۸)
- بالیش عوضوف (۱۹۶۹—۱۹۶۰)
- محمدنظر غفوروف (۱۹۸۵—۱۹۶۹)
- صفر مراد نیازوف (۱۹۹۱—۱۹۸۵)